# 6 Hebe
A 6 Hebe (a görög ‘Ήβη szóból) egy nagy kisbolygóövbeli aszteroida. Tömeg szerint a tizenharmadik legnagyobb aszteroida, az egész öv tömegének körülbelül 0,5%-át foglalja magába. Fajlagos térfogata egészen nagy (nagyobb, mint a Holdé, és a Marsé), de ez azt is jelenti, hogy tömeg szerint nincs benne az első húszban. A nagy fajlagos térfogat egy olyan rendkívül szilárd testet sejtet, amely nem ütközött más testekkel, ez rendkívül ritka a hasonló méretű kisbolygóknál.
Fényesség szerint a Hebe az ötödik helyen áll a Vesta, Ceres, Iris és Pallas után. Átlagos oppozícióbeli magnitúdója +8,3, amely megegyezik a Titánéval, de akár a +7,5-et is elérheti perihéliumközelben.

## Felfedezése

Méretösszehasonlítás: az első tíz kisbolygó a Föld Holdjához hasonlítva. A Hebe a hatodik balról.

A Hebét Karl Ludwig Hencke fedezte fel 1847. július 1-jén, hatodikként. Az 5 Astraea után ez volt az ő második felfedezése. A „Hebe” nevet Carl Friedrich Gauss javasolta.

## Holdja
1977. március 5-én a Hebe elhaladt a Kaffaljidhma (γ Ceti) csillag előtt. Nem figyeltek meg máskor hasonló eseményt. Az áthaladás során Paul D. Maley egy apró holdat talált, ami a „Jebe” becenevet kapta, azonban a felfedezést később nem erősítették meg.